# Cannabis 'White Widow'
«Белая Вдова» — гибридный сорт психотропной конопли с действием типа «сатива-индика». Представляет собой невысокий компактный куст с редкими листьями и множеством соцветий, густо покрытых трихомами. Дозревает до цветения за 8 недель. 
Сорт выведен в Нидерландах в начале 1990-х гг. селекционером Ингемаром на основе бразильских и южно-индийских разновидностей конопли. Приобрел мировую известность после того, как стал победителем «Кубка Конопли» 1995 года и 8-го Международного кубка Hydroponic Cup. В 1990 году от компании Green House Seeds, которая распространяла на черном рынке семян каннабиса этот сорт вывела его в основном из ранних гибридов, таких как Northern Lights и Haze. 
В настоящее время на основе «Белой Вдовы» выведено 12 новых гибридов с аналогичными свойствами, среди которых феминизированный White Widow XXL Auto, созревающий от семечек до урожая за 8-10 недель. При этом вегетативный рост занимает от трёх до четырёх недель, а цветение от четырех до пяти недель. Своё название получил благодаря особо крупным и плотным соцветиям. 
White Widow XXL Auto, в закрытом грунте, при условии использования светодиодной лампы мощностью 800 Ватт (LED Grow Light 800w) позволяет собрать 1000-1500 грамм так называемого, "сухого урожая" (соцветия конопли прошедшие процесс высушивания).